# Рудопоље
Рудопоље је насељено мјесто у Лици, у општини Врховине, Личко-сењска жупанија, Република Хрватска.

## Географија
Рудопоље је удаљено око 6 км источно од Врховина. Кроз насеље пролази Личка пруга Книн ― Госпић ― Огулин.

## Историја
До територијалне реорганизације у Хрватској насеље се налазило у саставу бивше општине Оточац. Рудопоље се од распада Југославије до августа 1995. године налазило у Републици Српској Крајини.

## Становништво
Према попису из 1991. године, насеље Рудопоље је имало 249 становника, међу којима је било 240 Срба, 4 Хрвата, 1 Југословен и 4 осталих. Према попису становништва из 2001. године, Рудопоље је имало 61 становника. Рудопоље је према попису из 2011. године имало 66 становника.
| Националност       | 1991. | 1981. | 1971. | 1961. |
| Срби               | 240   | 291   | 357   |       |
| Југословени        | 1     | 10    |       |       |
| Хрвати             | 4     | 6     | 6     |       |
| остали и непознато | 4     | 4     | 2     |       |
| Укупно             | 249   | 311   | 365   | '     |

| Демографија | Демографија | Демографија |
| Година      | Становника  | Становника  |
| ----------- | ----------- | ----------- |
| 1961.       | 520         |             |
| 1971.       | 365         |             |
| 1981.       | 311         |             |
| 1991.       | 249         |             |
| 2001.       | 61          |             |
| 2011.       |             | 66          |

## Попис 1991.
На попису становништва 1991. године, насељено место Рудопоље је имало 249 становника, следећег националног састава:
| Попис 1991.‍  | Попис 1991.‍  | Попис 1991.‍ | Попис 1991.‍ | Попис 1991.‍ |
| ------------ | ------------ | ----------- | ----------- | ----------- |
|              |              |             |             |             |
| Срби         | Срби         |             | 240         | 96,38%      |
| Хрвати       | Хрвати       |             | 4           | 1,60%       |
| Југословени  | Југословени  |             | 1           | 0,40%       |
| Муслимани    | Муслимани    |             | 1           | 0,40%       |
| остали       | остали       |             | 1           | 0,40%       |
| неопредељени | неопредељени |             | 1           | 0,40%       |
| непознато    | непознато    |             | 1           | 0,40%       |
| укупно: 249  |              |             |             |             |